# Carl Isidor Cori

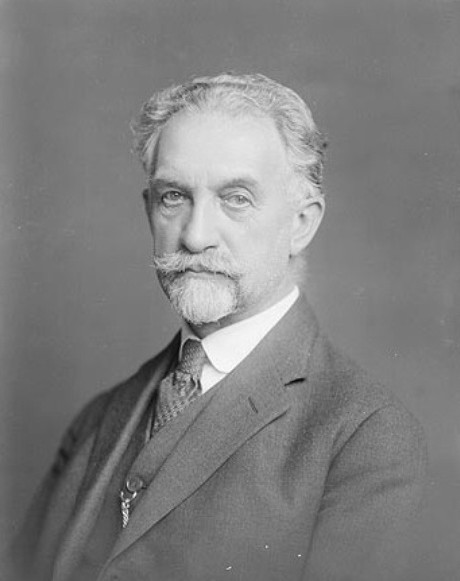
Carl Isidor Cori, 1915

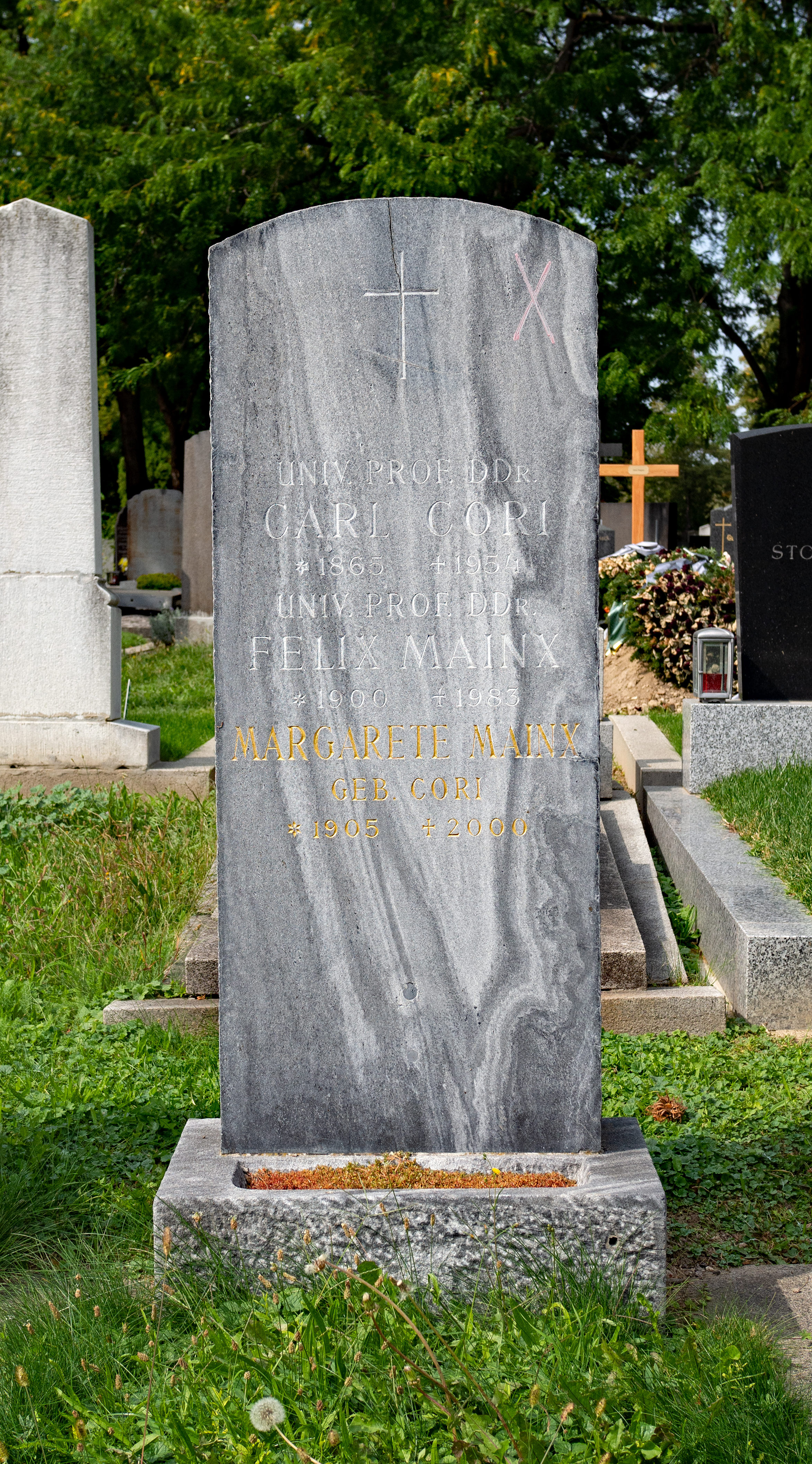
Grab von Carl Isidor Cori, Margarete Mainx und Felix Mainx auf dem Wiener Zentralfriedhof (2020)

Carl Cori (* 24. Februar 1865 in Brüx, Kaisertum Österreich; † 31. August 1954 in Wien) war ein österreichischer Zoologe und Hochschullehrer.

## Leben
Cori promovierte 1889 an der Universität Leipzig zum Dr. phil. und 1891 an der Karl-Ferdinands-Universität zum Dr. med. 1892 habilitierte er sich bei Berthold Hatschek in Prag. Sein Arbeitsgebiet war die vergleichende Anatomie der Wirbellosen, besonders der Kelch- und Hufeisenwürmer.
Als a.o. Professor leitete er ab 1898 die kaiserlich-königliche Zoologische Station Triest, die er durch meeresbiologische Adriaforschung zu internationalem Ruf brachte. 1908 zum o. Professor ernannt, lehrte er nach dem Ende der Habsburgmonarchie und der Gründung der Tschechoslowakei von 1919 bis 1935 wieder in Prag. 1925/26, 1927/28 und 1930/31 war er Rektor der deutschen Karl-Ferdinands-Universität. Im Jahr 1932 wurde er zum Mitglied der Leopoldina gewählt.
Die Grabstätte von Carl Isidor Cori befindet sich auf dem Wiener Zentralfriedhof (Tor 2, Gruppe 12E, Reihe 1, Nr. 16; Grabnutzungsrecht bis 28. Februar 2015).

## Familie
Die Coris kamen Ende des 17. Jahrhunderts aus dem Kirchenstaat nach Böhmen. Coris Vater Eduard Cori (1812–1889) war Verwaltungsbeamter und Bienenzüchter in Brüx. Die Mutter Rosina geb. Trinks starb 1909. Coris Sohn Carl Ferdinand Cori erhielt 1947 den Nobelpreis für Medizin. Die Tochter Margarete Cori (* 1905) war  Lektorin in Prag und heiratete den Genetiker Felix Mainx (1900–1983).

## Schriften
- Die Nephridien der Cristatella, 1893. GoogleBooks
- Das Auftriebsieb – Eine Vorrichtung zum Reinigen, Sortiren und Conserviren des pelagischen Auftriebes, 1893. GoogleBooks
- Das Objecttischaquarium, 1893. GoogleBooks
- mit Heinrich Georg Bronn: Klassen und Ordnungen des Tierreichs: Würmer, 1904. GoogleBooks
- Das Blutgefäßsystem des jungen Ammocoetes, 1906. GoogleBooks
- Der Naturfreund am Strande der Adria und des Mittelmeergebietes, 1910.
- Die Tierwelt Deutschlands und der angrenzenden Meeresteile nach ihren Merkmalen und nach ihrer Lebensweise: Muschellinge oder Molluscoidea und Manteltiere oder Tunicata : (Kamptozoa, Phoronidea, Bryozoa, Tunicata, Ascidiae). G. Fischer 1930.
- Biologie der Tiere: Entwicklung, Bau und Leistung des Tierkörpes. Eine Einführung für Studierende der Medizin und der Naturwissenschaften, Urban & Schwarzenberg 1935. GoogleBooks
- Kamptozoa, Phoronidea, Bryozoa, in: Handbuch der Zoologie, 1929–1941. GoogleBooks